# Новокиевка (Оренбургская область)
 Новокиевка  — село в Гайском городском округе Оренбургской области.

## География
Находится на расстоянии примерно 25 километров по прямой на северо-запад от окружного центра города Гай.

## Климат
Климат резко выраженный континентальный. Основные черты климата: холодная суровая зима, жаркое сухое лето, неустойчивость и недостаточность атмосферных осадков. Абсолютный минимум температуры — минус 44 градуса по Цельсию. Лето жаркое, максимальная температура воздуха достигает плюс 40 градусов по Цельсию. Одна из особенностей климата- наличие большого числа дней в году с ветрами (до 275 суток) и наличие суховеев (преимущественно юго-западные ветры). Среднегодовое количество осадков составляет 220—300 мм. Снежный покров устанавливается в середине ноября и исчезает в конце апреля. Глубина промерзания грунт — 2-2,5м.

## История
Село основали в конце XIX века крестьяне-переселенцы из Киевской губернии. В 1929 году здесь был организован колхоз им. Шевченко. В 1928 году вблизи села было разведано богатое месторождение бурых железняков, позже здесь был построен рудник «Халилруда», переименованный затем в Новокиевский. В связи с разработкой железной руды южная часть села была снесена. В 1957 году колхоз объединился с колхозом им. Буденного (с. Новогеоргиевка). В 1959 году к колхозу им. Шевченко присоединили колхоз «Новая деревня». В 1961 году с. Новокиевка вошло в совхоз «Новокиевский», а затем в 1974 году в совхоз «Украина». До 2016 года входило в состав Новониколаевского сельсовета Гайского района, после реорганизации обоих муниципальных образований входит в состав Гайского городского округа.

## Население
Постоянное население в 2002 году составляло 229 человека (русские - 38 %), 155 в 2010 году.